# Thạch Lâm, Bảo Lâm (Cao Bằng)
Thạch Lâm là một xã thuộc huyện Bảo Lâm, tỉnh Cao Bằng, Việt Nam.

## Địa lý
Xã Thạch Lâm nằm ở phía tây huyện Bảo Lâm, có vị trí địa lý:
- Phía đông giáp xã Nam Quang
- Phía tây và phía nam giáp xã Quảng Lâm
- Phía bắc giáp tỉnh Hà Giang và xã Nam Cao.

Xã Thạch Lâm có diện tích 92,97 km², dân số năm 2019 là 7.387 người, mật độ dân số đạt 80 người/km²
Trên địa bàn xã có suối Thạch Lâm, một phụ lưu nhỏ của sông Gâm, suối chảy dọc theo chiều dài của xã.

## Hành chính
Xã Thạch Lâm được chia thành 13 xóm: Bản Luầy, Cốc Páp, Khau Ca, Khau Noong, Khau Ràng, Lũng Rịa, Nà Hôm, Nà Thằn, Nặm Tàu, Nặm Pục, Phiêng Roỏng, Sắc Ngà, Tổng Dùn.

## Lịch sử
Ngày 27 tháng 10 năm 2006, Chính phủ ban hành Nghị định số 125/2006/NĐ-CP về việc thành lập xã Thạch Lâm trên cơ sở điều chỉnh 8.774 ha diện tích tự nhiên và 3.897 nhân khẩu của xã Quảng Lâm.
Đến năm 2019, xã Thạch Lâm được chia thành 15 xóm: Cốc Páp, Khau Ca, Khau Noong, Khau Ràng, Lũng Rịa, Bản Luầy, Nà Hôm, Nà Ó, Nà Thằn, Nặm Tàu, Nặm Pục, Thẳm Nu, Phiêng Roỏng, Sác Ngà, Tổng Dùn.
Ngày 9 tháng 9 năm 2019, Hội đồng Nhân dân tỉnh Cao Bằng ban hành Nghị quyết số 27/NQ-HĐND về việc:
- Giữ nguyên 13 xóm: Bản Luầy, Cốc Páp, Khau Ca, Khau Noong, Khau Ràng, Lũng Rịa, Nà Hôm, Nà Thằn, Nặm Tàu, Nặm Pục, Phiêng Roỏng, Sắc Ngà, Tổng Dùn
- Sáp nhập xóm Thẳm Nu vào xóm Nặm Pục
- Sáp nhập xóm Nà Ó vào xóm Khau Ca.